# Porcellium bohemicum
Porcellium bohemicum är en kräftdjursart som beskrevs av Cerny 1939. Porcellium bohemicum ingår i släktet Porcellium och familjen Trachelipodidae. Inga underarter finns listade i Catalogue of Life.